# Benji
Benji és una pel·lícula estatunidenca estrenada el 1974, dirigida per Joe Camp i doblada al català. Benji conta la història d'un gos que viu en una petita ciutat de Texas on és tractat com amic per moltes persones locals, anomenant-lo cadascuna per un nom diferent. Així obté aliments i atenció cada vegada que ret visita a una de les seves coneixences. Troba un altre gos, una femella, amb qui forma una relació. Quan dos nens que Benji estima són segrestats per un rescat, els gossos intenten ajudar-los, i Benji busca éssers humans amistosos per ajudar-lo a alliberar els nens.

## Repartiment
- Higgins: Benji
- Patsy Garrett: Mary
- Allen Fiuzat: Paul
- Cynthia Smith: Cindy
- Peter Breck: Dr. Chapman
- Frances Bavier: La senyoreta amb el seu gat
- Terry Carter: Oficial Tuttle
- Edgar Buchanan: Bill
- Tom Lester: Riley
- Christopher Connelly: Henry
- Deborah Walley: Linda
- Mark Slade: Mitch
- Herb Vigran: Ins. Samuels
- Larry Swartz: Floyd
- J.D. Young: Policia
- Erwin Hearne: Sr. Harvey

## Banda sonora
La cançó de la pel·lícula és I Feel Love (Benji Theme), gravat per l'estrella de música país Charlie Rich. Va guanyar el Globus d'Or en 1976.